# شارژ سریع

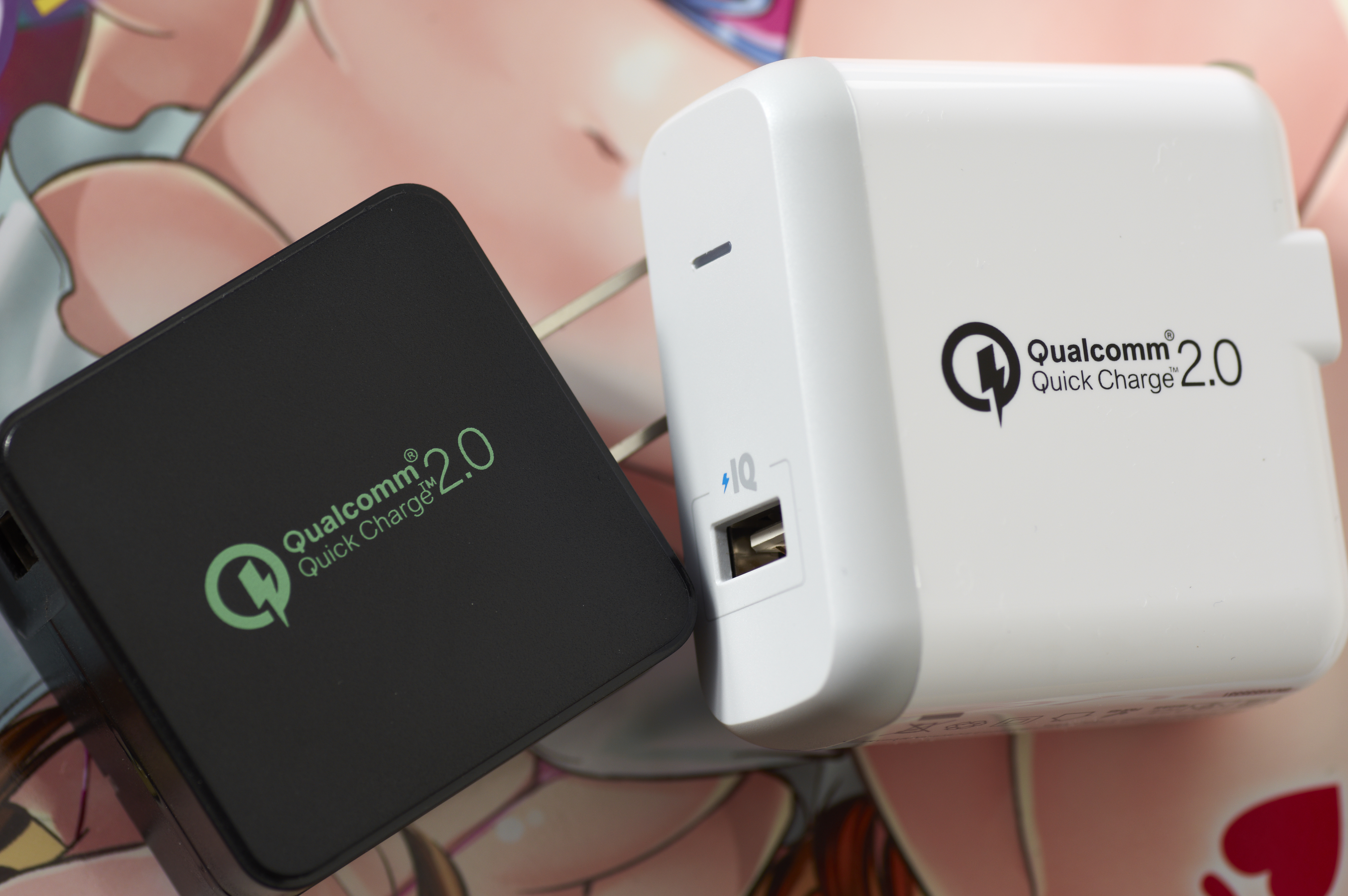
شارژ سریع کوانتوم

شارژ سریع یا فست شارژ (به انگلیسی: Fast Charge) که در اصل کوییک شارژ است به ( انگلیسی : Quick Change )  یک فناوری در مدیریت برق برگرفته از یواس‌بی برای مصرف‌هایی مانند شارژ باتری‌های کامپیوتر و تلفن‌های هوشمند است که در سیستم روی تراشه‌های اسنپ‌دراگون استفاده شده‌است. این فناوری، با ارائه توان بیشتر، باتری‌ها را سریعتر از نرخی که در استاندارد یواس‌بی امکان‌پذیر است شارژ می‌کند.
شارژ سریع توسط دستگاه‌هایی مانند تلفن‌های همراه که تراشه‌های Qualcomm (کولکام) دارند و توسط برخی شارژرها پشتیبانی می‌شود. هر دو دستگاه و شارژر باید از فناوری QC پشتیبانی کنند، در غیر این صورت شارژ QC حاصل نمی‌شود. با افزایش ولتاژ خروجی تأمین شده توسط شارژر USB، باتری‌ها دستگاه را سریعتر از USB استاندارد شارژ می‌کند. ضمن اتخاذ تکنیک‌هایی برای جلوگیری از آسیب‌دیدگی باتری، ناشی از شارژ سریع کنترل‌نشده و تنظیم ولتاژ ورودی، به صورت داخلی انجام می‌گیرد.